# Parafia Świętych Apostołów Piotra i Pawła w Niemojkach
Parafia św. Apostołów Piotra i Pawła w Niemojkach – parafia rzymskokatolicka w dekanacie łosickim.
Pierwotny kościół wybudował  starosta drohiczyński Piotr Kiszka w roku 1448. Obecny  murowany kościół parafialny został wybudowany w 1793 r. przez Jakuba Cicierskiego, podstolego drohiczyńskiego. W  tym samym  roku był konsekrowany przez Bpa Krzysztofa Kaczkowskiego. Kościół został przebudowany w stylu neoklasycystycznym w 1905 r. przez ks. Juliana Rostowskiego. Zachowała się kronika parafialna i księgi metrykalne od 1690 roku.
W roku 1998  obchodzono uroczystość 550-lecia parafii.
Do parafii należą  wierni mieszkający we wsiach: Dzięcioły, Niemojki, Niemojki (osada), Nowosielec, Patków, Patków-Prusy, Wólka Łysowska i Zaborów.
Do rejestru zabytków woj. mazowieckiego wpisany jest kościół i brama-dzwonnica (nr rej.: 506/62 z 26.03.196) oraz 
cmentarz przykościelny (nr rej.: 93/506 z 3.01.2001).

## Linki zewnętrzne

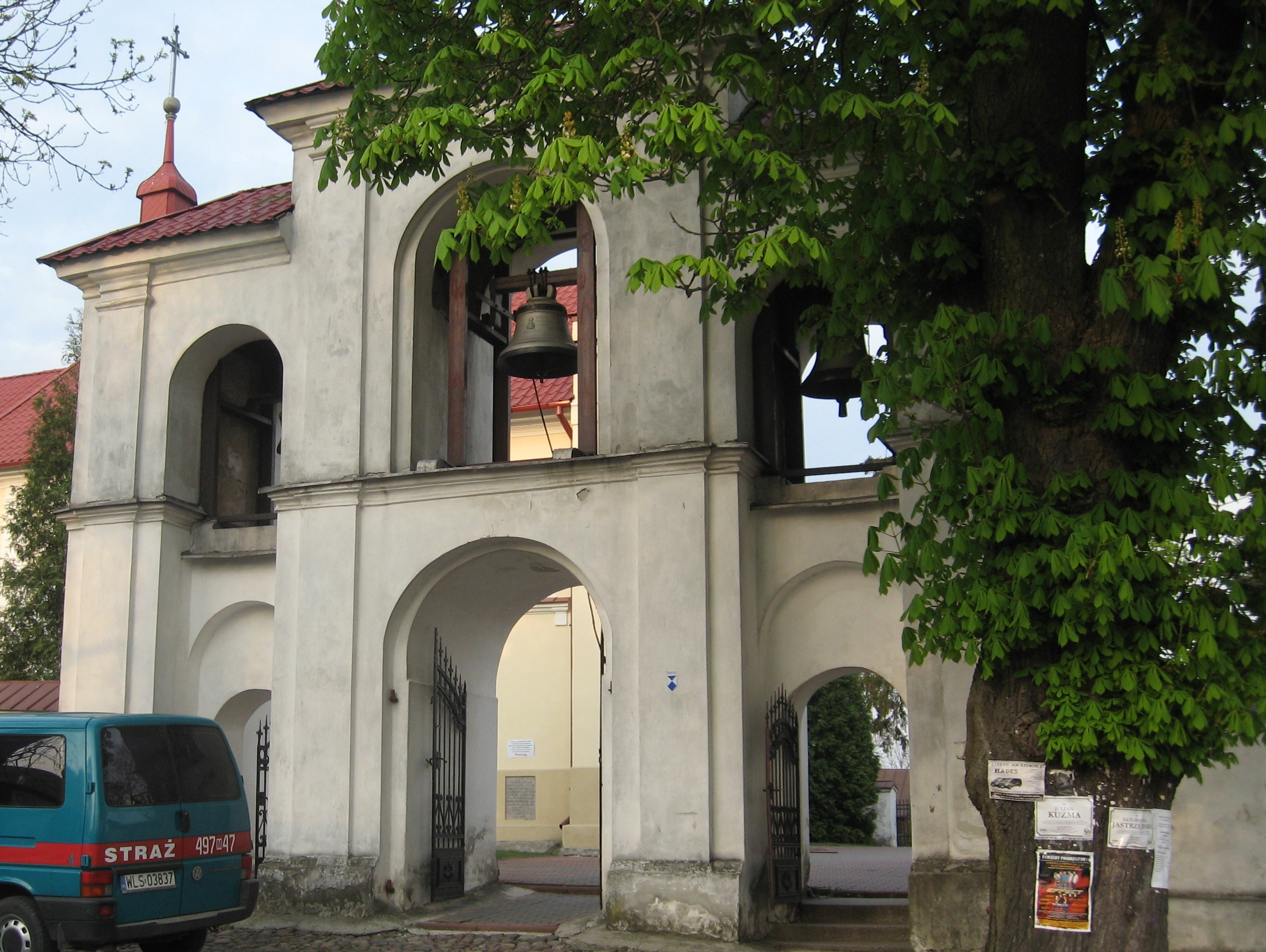
Brama wejściowa w formie dzwonnicy